# Sacred Games
Sacred Games è una serie televisiva indiana del 2018, tratta dall'omonimo romanzo di Vikram Chandra.
Si tratta della prima serie televisiva indiana originale distribuita da Netflix.

## Trama
Sartaj Singh è un ispettore della polizia di Mumbai, una sera riceve una chiamata anonima dal pericoloso latitante Ganesh Gaitonde, un boss della mafia indiana sparito 16 anni prima, Gaitonde gli dice che gli rimangono solo 25 giorni per salvare la città. 
Singh inizia così una pericolosa indagine che lo porterà nei meandri del crimine di Mumbai, cercando entro questi fatidici 25 giorni di capire come poter salvare la sua città e da cosa.

## Episodi
| Stagione         | Episodi | Pubblicazione |
| ---------------- | ------- | ------------- |
| Prima stagione   | 8       | 2018          |
| Seconda stagione | 8       | 2019          |